# Erster Syrischer Krieg
Der Erste Syrische Krieg war eine Auseinandersetzung zwischen dem ptolemäischen Ägypten unter Ptolemaios II. und Arsinoë II. einerseits und dem Reich der Seleukiden unter Antiochos I. andererseits. Er begann im Jahr 274 v. Chr. und endete im Jahr 271 v. Chr.
Dem Krieg vorangegangen war die Zangenbewegung der Seleukiden von Osten und Antiochos’ Schwiegersohn und Ptolemaios’ Halbbruder Magas von Kyrene von Westen, die dieser aber aufgrund einer Rebellion in seinem Rücken abbrechen musste, so wie auch Ptolemaios den Vergeltungsschlag aus dem gleichen Grund nicht führte.
274 v. Chr. ging Ptolemaios in die Offensive. Er ließ seine Truppen in den seleukidischen Teil Syriens einmarschieren, wo diese aber kampflos vor dem Gegner zurückwichen, der nun andererseits Maßnahmen traf, um seinerseits in Ägypten einzufallen. Ptolemaios und Arsinoë sahen sich veranlasst, selbst ins Grenzgebiet zu reisen, um ihre militärischen Kräfte zu organisieren.
Antiochos Gegenoffensive kam jedoch nicht aus den Startlöchern heraus. Seine Aufrüstung führte in Babylonien zu einer Wirtschaftskrise, eine Seuche machte weitere Anstrengungen zunichte. 271 v. Chr. gab Antiochos seine Pläne auf und die Ägypter konnten sich unerwartet als Sieger fühlen.
Der folgende Friedensschluss festigte nur die bestehenden Verhältnisse; bemerkenswerte territoriale Veränderungen gab es wohl nicht, das offenbar am stärksten umkämpfte Damaskus blieb ägyptisch.

## Quelle
- Theokrit, Eidyllia XVII, Lobgedicht auf Ptolemaios (Ἐγκώμιον εἰς Πτολεμαῖον Enkomion eis Ptolemaion).